# جورجه توتوریچ
جورجه توتوریچ (صربی: Đorđe Tutorić؛ زادهٔ ۵ مارس ۱۹۸۳) بازیکن فوتبال اهل صربستان است.
از باشگاه‌هایی که در آن بازی کرده‌است می‌توان به باشگاه ورزشی کوکائلی اسپور، باشگاه فوتبال فرنتس‌واروش، باشگاه فوتبال ستاره سرخ بلگراد، و باشگاه فوتبال آتیراو اشاره کرد.
وی همچنین در تیم ملی فوتبال صربستان بازی کرده‌است.